# Liste der russischen Botschafter in Kolumbien
Liste der russischen und sowjetischen Gesandten in Kolumbien.
| Ernennung     | Name                                  | russisch                            | Bemerkungen | ernannt während der Regierung von Regierung von | akkreditiert von         | Posten verlassen |
| ------------- | ------------------------------------- | ----------------------------------- | --- | ----------------------------------------------- | ------------------------ | ---------------- |
| 25. Juni 1935 |                                       |                                     | Aufnahme diplomatischer Beziehungen, ohne Einrichtung von diplomatischen Vertretungen                                                                    | Wjatscheslaw Michailowitsch Molotow             |                          |                  |
| 3. Feb. 1943  |                                       |                                     | Aufnahme diplomatischer Beziehungen durch Notenwechsel                                                                                                   | Josef Stalin                                    | Alfonso López Pumarejo   |                  |
| 19. Okt. 1943 | Grigori Fjodorowitsch Resanow         | Резанов Григорий Федорович          | Gesandter | Josef Stalin                                    | Mariano Ospina Pérez     | 14. Apr. 1948    |
| 14. Apr. 1948 | Jewgeni Fedin                         | Федин Е. И.                         | Geschäftsträger | Josef Stalin                                    | Mariano Ospina Pérez     | 3. Mai 1948      |
| 5. März 1948  |                                       |                                     | Unterbrechung der diplomatischen Beziehungen | Josef Stalin                                    | Mariano Ospina Pérez     | 19. Jan. 1968    |
| 11. März 1968 | Belous Nikolai Andrejewitsch          | Белоус Николай Андреевич            | (* 1913) Am 25. Mai 1968 in Bogota akkreditiert. | Leonid Iljitsch Breschnew                       | Carlos Lleras Restrepo   | 1971             |
| 29. Juni 1971 | Wladimir Iwanowitsch Andrejew         | Андреев Владимир Иванович           | (* 1925) Am 24. September 1971 in Bogotá akkreditiert. 29. November 1976–1978 Botschafter in Suriname                                                    | Leonid Iljitsch Breschnew                       | Misael Pastrana Borrero  | 23. Aug. 1978    |
| 23. Juli 1978 | Leonid Michailowitsch Romanow         | Романов Леонид Михайлович           | (* 1928) Am 23. Oktober 1978 in Bogota akkreditiert. | Leonid Iljitsch Breschnew                       | Julio César Turbay Ayala | 23. Juni 1987    |
| 23. Juni 1987 | Waleri Dmitrijewitsch Nikolajenko     | Николаенко Валерий Дмитриевич       | (* 7. April 1941) 2007 Botschafter in San José (Costa Rica)                                                                                              | Andrei Andrejewitsch Gromyko                    | Virgilio Barco Vargas    | 27. Jan. 1988    |
| 27. Jan. 1989 | Igor Bubnow                           | Бубнов Игорь Дмитриевич             | (* 29. Oktober 1931) Botschafter in Pjöngjang, 1967 Botschaftssekretär erster Klasse in Washington, D.C. Aus Botoga abberufen mit Präsidialerlass № 1739 | Boris Nikolajewitsch Jelzin                     | Virgilio Barco Vargas    | 31. Dez. 1992    |
| 31. Dez. 1992 | Wiktor Smolin                         | Смолин, Виктор Васильевич           | ernannt mit Präsidialerlass № 1740 | Michail Sergejewitsch Gorbatschow               | César Gaviria Trujillo   |                  |
| 23. Juli 1994 | Ednan Agajew                          | Агаев, Эднан Тофик оглы             | (* 25. Oktober 1956) ernannt mit Präsidialerlass № 1537 abberufen mit Präsidialerlass № 896                                                              | Boris Nikolajewitsch Jelzin                     | Ernesto Samper Pizano    | 23. Juli 1999    |
| 23. Juli 1999 | Witali Wiktorowitsch Makarow          | Макаров, Виталий Викторович         | ernannt mit Präsidialerlass № 897 abberufen mit Präsidialerlass № 251                                                                                    | Boris Nikolajewitsch Jelzin                     | Andrés Pastrana Arango   | 26. Feb. 2003    |
| 26. Feb. 2003 | Juri Petrowitsch Kortschagin          | Корчагин, Юрий Петрович             | ernannt mit Präsidialerlass № 252 abberufen mit Präsidialerlass № 793                                                                                    | Wladimir Wladimirowitsch Putin                  | Álvaro Uribe Vélez       | 24. Juni 2004    |
| 24. Juni 2004 | Wladimir Wladimirowitsch Truchanowski | Трухановский, Владимир Владимирович | ernannt mit Präsidialerlass № 794 abberufen mit Präsidialerlass № 207                                                                                    | Wladimir Wladimirowitsch Putin                  | Álvaro Uribe Vélez       | 21. Feb. 2011    |
| 21. Feb. 2011 | Pawel Artemjewitsch Sergijew          | Сергиев, Павел Артемьевич           | (* 1951) ernannt mit Präsidialerlass № 208 | Dmitri Anatoljewitsch Medwedew                  | Juan Manuel Santos       |                  |